# Milan Dvorščík
Milan Dvorščík, né le 7 mars 1970 à Považská Bystrica (Région de Trenčín, Tchécoslovaquie), est un coureur cycliste tchécoslovaque puis slovaque. Professionnel de 1998 à 1999, il a notamment remporté le Tour de Yougoslavie en 1999. Il a également remporté une médaille d'argent au championnat du monde sur route amateurs en 1994.
Il a participé à deux reprises aux Jeux olympiques (59e en 1996 et 86e en 2000).

## Palmarès
- 1987
  - Tour du Pays de Vaud :
    - Classement général
    - 3e étape
- 1988
  - 3e étape du Tour du Pays de Vaud
- 1990
  - 2e du Tour de Slovaquie
- 1991
  - 3e du Grand Prix d'ouverture Pierre-Pinel
- 1994
  -  Médaillé d'argent du championnat du monde sur route amateurs
- 1996
  - 2e du championnat de Slovaquie sur route
- 1999
  - Tour de Yougoslavie :
    - Classement général
    - 1re et 2e étapes

  - Prologue du Tour du Faso
  - 3e du championnat de Slovaquie du contre-la-montre
  - 3e du Tour de Serbie
- 2000
  - 6e étape du Tour de la mer de Chine méridionale
  - 3e du GP ZTS Dubnica nad Váhom